# Josep Lobató
Pour les articles homonymes, voir Lobato.
Josep Lobató i Pérez, né à Esplugues de Llobregat le 16 juin 1977, est un présentateur de radio et télévision catalan.

## Biographie
Il étudie le design et combine ses études avec des cours de communication et présentation de spectacles.  
Il commence dans des programmes radiophoniques à l'âge de 16 ans. Puis, il collabore avec plusieurs programmes de radio et télévision et publie diverses livres.
Son programme radiophonique Ponte a Prueba (Mets toi à l'épreuve) obtient un Prix Ondas du meilleur programme radiophonique en 2007.

## Programmes télévisés
- Cuatro - 20P, 2009
- Cuatro - La batalla de los coros, 2009.
- Cuatro - Circus, Más difícil todavía, 2008
- TVE 1 - ¡Quiero Bailar!, 2008
- Cuatro  - Money, money, 2007/2008
- Cuatro  - El Sexómetro, 2007
- Cuatro - Channel Fresh, 2007
- TV3 - Prohibit als tímids, 2006
- Flaix TV - FlaixMania, 2001/2005
- Discovery Channel - Discovery en el Fòrum, 2004

### Radio
- Europa FM - Ponte A Prueba, 2006-2008
- Ràdio Flaixbac - Prohibit Als Pares, 2003/2006
- COM Ràdio - Bon dia lluna (Balli qui pugui), 1999
- Top Radio - 1998

## Livres
- Ponte A Prueba 2, Ediciones del Bronce / Editorial Planeta, 2008
- Ponte A Prueba, Confidencial, Ediciones del Bronce / Editorial Planeta, 2007
- Ponte A Prueba, El libro, Ediciones del Bronce / Editorial Planeta, 2007
- Posa't a Prova, Edicions Columna / Editorial Planeta], 2007
- Som PAP, la nostra vida, el nostre rotllo, RBA, 2006
- Prohibit als Pares, RBA, 2005